# Le Dernier Glacier
Pour plus de détails, voir Fiche technique et Distribution.
Le Dernier Glacier est un film québécois réalisé par Roger Frappier et Jacques Leduc, sorti en 1984, dans lequel a joué Robert Gravel (Raoul).

## Fiche technique
- Titre : Le Dernier Glacier
- Réalisation : Roger Frappier et Jacques Leduc
- Scénario : Roger Frappier et Jacques Leduc
- Musique : Jean Derome et René Lussier
- Photographie : Jacques Leduc et Paul Letarte
- Montage : Monique Fortier
- Production : Jean Dansereau
- Société de production : Office national du film du Canada
- Pays :  Canada
- Genre : Documentaire
- Durée : 84 minutes
- Dates de sortie : 
  -  Canada : 16 novembre 1984

## Distribution
- Robert Gravel : Raoul
- Louise Laprade : Carmen, sa femme
- Martin Dumont : Benoît, son fils
- Renato Battisti : Renato
- Michel Rivard : Léonard
- Marie St-Onge : Marie[1],[2]